# Matt McQueen
Matthew « Matt » McQueen (né le 18 mai 1863 - mort le 28 septembre 1944) était un joueur de football écossais qui est devenu directeur et manager du Liverpool Football Club.

## Biographie

### Joueur
Né à Harthill, Lanarkshire (Écosse), McQueen joue pour Leith Athletic et Heart of Midlothian FC avant d'être recruté par les managers de Liverpool  John McKenna et W. E. Barclay en octobre 1892. Il fait ses débuts le 29 octobre 1892 à Anfield dans une victoire 9-0 lors du deuxième tour de FA Cup. Il marque son premier but le 3 décembre de la même année, lors d'une victoire 7-0 contre Fleetwood Rangers en Lanchashire League.
Matt et son frère Hugh McQueen furent recrutés par les Reds peu après la création du club en 1892. Les deux jouent le premier match du club en Football League, victoire 2-0 contre Middlesbrough Ironopolis le 2 septembre 1893. Lors de la première saison, Matt joue cinq matchs dans les buts de Liverpool. Il joue 37 fois à ce poste en championnat en trois saisons. De ce fait, il est le seul homme dans l'histoire du football anglais à avoir remporté le championnat en tant que joueur de champ et gardien de but. Matt participe aux titre en 1893-94 et 1895-96. 
McQueen a fait deux apparitions pour l'équipe nationale d'Écosse. Il fait ses débuts le 22 mars 1890 contre le Pays de Galles lors d'une victoire 5-0. 
Après sa fin de carrière de joueur, McQueen passe les sélections nécessaires pour devenir un arbitre de la Football League et officie comme arbitre de touche durant une brève période en 1904. En 1918, il est nommé pour devenir directeur du Board de Liverpool.